# Граф Денби

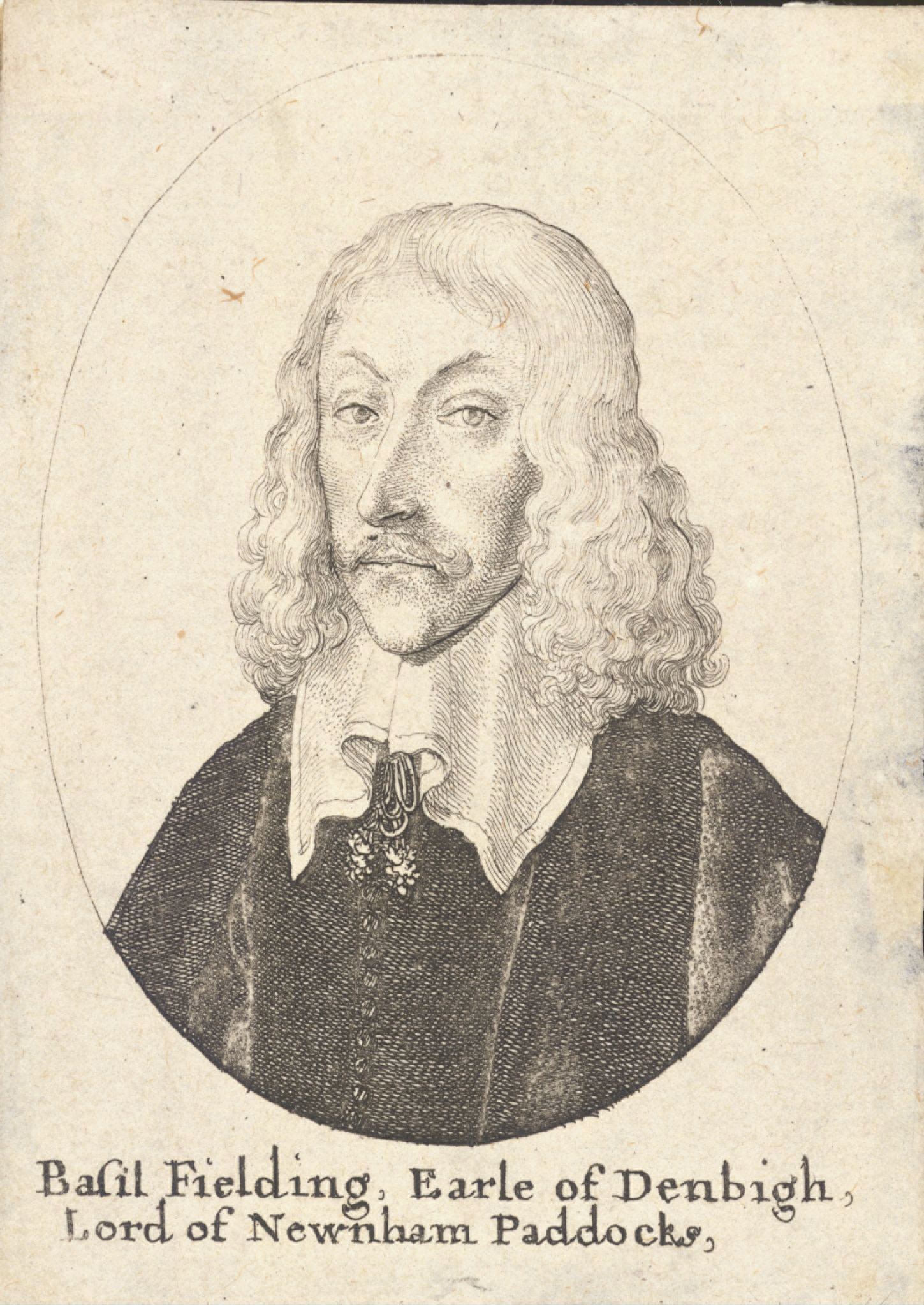
Бэзил Филдинг, 2-й граф Денби

Граф Денби — титул пэра Англии, созданный в 1622 году для придворного и военного Уильяма Филдинга, 1-го виконта Филдинга (ок. 1582—1643). Он был мастером большого гардероба английского короля Якова I Стюарта, в 1625 году принимал участие в военной экспедиции на испанский порт Кадис. В 1620 году для Уильяма Филдинга был создан титулы барона Филдинга из Ньюнхем Паддокса в графстве Уорик и виконта Филдинга. Эти титулы сделали его пэром Англии. Его второй сын Джордж Фрэнсис Филдинг в 1628 году получил титул 1-го графа Десмонда. Лорда Денби сменил старший сын Бэзил. В отличие от своего отца, он воевал на стороне парламента в Гражданской войне в Англии. В 1644 году для него был создан титул барона Сент-Лиза.
В 1675 году, после смерти 2-го графа Денби, титул унаследовал его племянник Уильям Филдинг, 2-й граф Десмонд (он унаследовал ещё и баронство Сент-Лиз). Его сын Бэзил Филдинг, 4-й граф Денби, служил лордом-лейтенантом Лестершира и Денбишира. Его потомок, Уильям Филдинг, 7-й граф Денби (1796—1865), был военным и придворным, занимал должности камергера и шталмейстера королевы Аделаиды. Его внук, Рудольф Филдинг, 9-й граф Денби (1859—1939), занимал должность лорда-в-ожидании (1895—1905) в консервативных правительствах под руководством Роберста Артура Тальбота Гаскойна-Сесила, 3-го маркиза Солсбери и Артура Бальфура, 1-го графа Бальфура.
По состоянию на 2024 год титул принадлежит Александру Филдингу, 12-му графу Денби и 11-му графу Десмонду (родился в 1970), который унаследовал титулы от своего отца в 1995 году.
Джордж Филдинг (ок. 1614—1665), второй сын 1-го графа Денби, в 1622 году получил титул барона Филдинга в графстве Типперэри и виконта Каллана в графстве Килкенни. В 1628 году он стал графом Десмондом. Все эти три титулы сделали его пэром Ирландии. Ему наследовал сын Уильям Филдинг, 2-й граф Десмонд (1640—1685), который в 1675 году, после смерти дяди, унаследовал титул 3-го графа Денби.

## Другие члены семьи
Писатель Генри Филдинг (1707—1754) был сыном Эдмунда Филдинга, третьего сына Джона Филдинга, младшего сына 3-го графа Денби. Его сестра Сара Филдинг (1710—1768) тоже была известной писательницей. Их сводным братом был английский судья и социальный реформатор Джон Филдинг (1721—1780). Леди Элизабет Филдинг (умерла в 1667), дочь 1-го графа Денби, в 1660 году стала графиней Гилфорд по мужу. Сэр Перси Роберт Базиль Филдинг (1827—1904), второй сын 7-го графа Денби, был генералом британской армии.
Родовая резиденция графов Денби — Ньюнхем Паддокс (графство Уорикшир).

## Графы Денби (1622)
- 1622—1643: Уильям Филдинг, 1-й граф Денби (приблизительно 1582 — 8 апреля 1643);
- 1643—1675: Бэзил Филдинг, 2-й граф Денби (ок. 1608 — 28 ноября 1675), старший сын 1-го графа Денби;
  - Джордж Филдинг, 1-й граф Десмонд (ок. 1614 — 31 января 1665), второй сын 1-го графа Денби;
- 1675—1685: Уильям Филдинг, 3-й граф Денби и 2-й граф Десмонд (29 декабря 1640 — 23 августа 1685), сын 1-го графа Десмонда;
- 1685—1717: Бэзил Филдинг, 4-й граф Денби и 3-й граф Десмонд (1668 — 18 марта 1717), сын предыдущего;
- 1717—1755: Уильям Филдинг, 5-й граф Денби и 4-й граф Десмонд (26 октября 1697 — 2 августа 1755), сын 4-го графа Денби;
- 1755—1800: Бэзил Филдинг, 6-й граф Денби и 5-й граф Десмонд (3 января 1719 — 14 июля 1800), сын 5-го графа Денби;
  - Уильям Роберт Филдинг, виконт Филдинг (15 июня 1760 — 8 августа 1799), старший сын 6-го графа Денби;
- 1800—1865: Уильям Бэзил Перси Филдинг, 7-й граф Денби и 6-й граф Десмонд (25 марта 1796 — 25 июня 1865), старший сын Уильяма Филдинга, виконта Филдинга, и внук 6-го графа Денби;
- 1865—1892: Рудольф Уильям Бэзил Филдинг, 8-й граф Денби и 7-й граф Десмонд (9 апреля 1823 — 10 марта 1892), старший сын предыдущего;
- 1892—1939: Рудольф Роберт Бэзил Августин Элойшес Филдинг, 9-й граф Денби и 8-й граф Десмонд (26 мая 1859 — 25 ноября 1939), старший сын 8-го графа Денби;
  - Рудольф Эдмунд Элойшес Филдинг, виконт Филдинг (12 октября 1885 — 10 января 1937), старший сын предыдущего
- 1939—1966: Рудольф Уильям Стефан Филдинг, 10-й граф Денби и 9-й граф Десмонд (17 апреля 1912 — 31 декабря 1966), сын виконта Филдинга и внук 9-го графа Денби;
- 1966—1995: Ролло Филдинг, 11-й граф Денби и 10-й граф Десмонд (2 августа 1943 — 23 марта 1995), сын предыдущего;
- 1995 — настоящее время: Александр Стефан Рудольф Филдинг, 12-й граф Денби и 11-й граф Десмонд (родился 4 ноября 1970), сын предыдущего.

- Наследник: Перегрин Рудольф Генри Филдинг, виконт Филдинг (родился 19 февраля 2005), старший сын предыдущего.

## Графы Десмонд (1628)
- 1628—1666: Джордж Филдинг, 1-й граф Десмонд (ок. 1614 — 31 января 1665), второй сын 1-го графа Денби;
- 1665—1685: Уильям Филдинг, 2-й граф Десмонд (29 декабря 1640 — 23 августа 1685), сын предыдущего, с 1675 года — 3-й граф Денби.